# 글렌 위스로
글렌 위스로(Glenn Withrow, 1953년 11월 24일 ~ )는 미국의 배우, 텔레비전 배우, 영화배우이다.

## 방송
- 외계인 알프

## 영화
- 무링 (2012년)
- 죽음의 전쟁 (1990년)
- 뻔한 거짓말 (1989년)
- 삼각 관계 (1988년)
- 특공대작전 - TV 시리즈 (1988년)
- 죽음의 우주 정거장 (1987년)
- 비버리 힐스 캅 2 (1987년)
- 패트리어트 수중 작전 (1986년)
- 무장과 위험 (1986년)
- 페기 수 결혼하다 (1986년)
- 커튼 클럽 (1984년)
- 럼블 피쉬 (1983년)
- 아웃사이더 (1983년) - 팀 쉐퍼드 역
- 헐리우드 나이츠 (1980년)
- 레이디 (1979년)